# Кени Бейкър
Кенет Джордж „Кени“ Бейкър (на английски: Kenneth „Kenny“ George Baker) (24 август 1934 г. – 13 август 2016 г.) е английски актьор. Най-известен е с ролята си на робота R2-D2 във филмовата поредица „Междузвездни войни“.

## Личен живот
През 1970 г. се жени за Ейлин Бейкър, раждат им се две деца. Въпреки че и Кени, и Ейлин страдат от нанизъм (имат ръст на „джуджета“), тяхното заболяване не се предава по наследство на децата им. През 1983 г. Ейлин играе епизодична роля във филма „Междузвездни войни: Епизод VI - Завръщането на джедаите“.

## Смърт
Умира на 13 август 2016 г. след дълго боледуване, вероятно дължащо се на собствения му ръст.